# Arthroderma simii
Arthroderma simii är en svampart som beskrevs av Stockdale, D.W.R. Mack. & Austwick 1965. Arthroderma simii ingår i släktet Arthroderma och familjen Arthrodermataceae.   Inga underarter finns listade i Catalogue of Life.